# Антон II фон Монфор
Йохан Антон II фон Монфор (на немски: Johann Anton II Graf von Montfort; * 26 ноември 1670 в Лангенарген на Боденското езеро; † 7 декември 1733) е граф на Монфор в Тетнанг в Баден-Вюртемберг.

## Произход
Той е син на граф Йохан VIII фон Монфор-Тетнанг (1627 – 1686) и втората му съпруга Мария Катарина фон Зулц (1630 – 1685/1686), дъщеря на граф Карл Лудвиг Ернст фон Зулц (1595 – 1648), ландграф в Клетгау, и графиня Мария Елизабет фон Хоенцолерн-Зигмаринген (1592 – 1659).
Той е от влиятелния и богат швабски род Монфор/Монтфорт, странична линия на пфалцграфовете на Тюбинген.

## Фамилия
Антон II фон Монфор се жени на 16 май 1693 г. в Тетчен за графиня Мария Анна Леополдина фон Тун и Хоенщайн (* 26 ноември 1664; † 12 октомври 1733, Залцбург), дъщеря на граф Максимилиан фон Тун-Хоенщайн (1638 – 1701) и Мария Франциска фон Лодрон-Латерано († 1679). Те имат децата:
- Мария Антония Максимилиана Августина фон Монфор (* 31 май 1694; † 31 март 1751), омъжена на 16 май 1712 г. в Залцбург за Карл Венцел фон и цу Лодрон-Латерано (* 26 август 1682; † 7 август 1735)
- Йозеф фон Монфор (* 25 юни 1696; † 23 декември 1708)
- Мария Терезия Ернестина Магдалена фон Монфор-Тетнанг (* 1 февруари 1698; † 2 април 1751, Виена), омъжерна 1717 г. за граф Анселм Франц фон Шьонборн (* 5 януари 1681, Майнц; † 10 август 1726, Майнц)
- Максимилиан Йозеф Ернст фон Монфор-Тетнанг (* 20 януаури 1700; † 17 март 1759), женен на 26 януари 1722 г. за графиня Мария Антония фон Валдбург-Траухбург (* 27 януари 1691; † 3 април 1767)

## Галерия
- Старият дворец Тетнанг
- Замък Монфор в Лангенарген
- Родословното дърво на графовете фон Монфор (ок. 1575)